# Festuca alexeenkoi
Festuca alexeenkoi är en gräsart som beskrevs av Evgenii Borisovich Alexeev. Festuca alexeenkoi ingår i släktet svinglar, och familjen gräs. Inga underarter finns listade i Catalogue of Life.